# La Marie du port (film)
Pour les articles homonymes, voir La Marie du port.
Pour plus de détails, voir Fiche technique et Distribution.
La Marie du port est un film français réalisé par Marcel Carné en 1949, sorti en salle le 25 février 1950.

## Synopsis
1949, Châtelard, propriétaire d'une grande brasserie, la brasserie Centrale à l’enseigne «Centrale», et d'un cinéma à Cherbourg, accompagne sa concubine, Odile, à l'enterrement du père de celle-ci, à Port-en-Bessin, petit port du Calvados. Leur amour s'est éteint et ils s'ennuient. 
Gardant ses distances avec la famille, Châtelard passe le temps au Café du port. Une annonce est affichée concernant la vente aux enchères d'un bateau de pêche. Pour se désennuyer, il décide de s'y rendre pour l'acheter. En partant il croise une jeune fille qui soutient son regard. C'est Marie, la sœur d'Odile qu'il n'a jamais rencontrée. 
Châtelard, attiré par la jeune fille mystérieuse, évoluera dès lors entre deux histoires, l'une qui se termine lentement avec Odile et l'autre qu'il hésite à commencer. Marie apprenant que Châtelard héberge Marcel, son ex-petit ami qu'elle a éconduit et qui s'est fait renverser volontairement sur la route, prend ce prétexte pour lui rendre visite. Elle est déçue par l'attitude désinvolte de Châtelard et lui déclare qu'elle n'est pas venue pour lui, mais pour Marcel. 
Grand seigneur, Châtelard la conduit vers la chambre de Marcel où ils le découvrent au lit avec Odile. Châtelard prend la chose avec humour, mais Marie s'en va et parle de se jeter à l'eau. Châtelard n'y croit pas une seconde, mais un échange téléphonique avec le patron du chalutier lui confirme les tendances suicidaires de la jeune fille. Il prend sa voiture, rattrape le car, fait descendre Marie. Châtelard, pour la persuader de son amour, lui confie les clés de sa brasserie et, en guise de demande en mariage, celles de la mairie. 
Le plan final montre Marie serrant les clés dans sa main et affichant un air radieux.

## Fiche technique
- Titre : La Marie du Port
- Réalisation : Marcel Carné
- Scénario : d'après le roman de Georges Simenon, La Marie du port (1938)
- Adaptation : Louis Chavance, Marcel Carné
- Dialogues : Georges Ribemont-Dessaignes, en collaboration avec Jacques Prévert (non crédité).
- Assistants réalisateur : Pierre Chevalier, Jean Valère
- Images : Henri Alekan
- Opérateur : Henri Tiquet
- Décors : Alexandre Trauner, Auguste Capelier
- Musique : Joseph Kosma (Éditions Choudens)
- Montage : Leonide Azar
- Son : Antoine Archimbaud
- Régisseur général : Henri Jacquillard
- Régisseur ensemblier : Maurice Barnathan
- Maquillage : Paule Déan
- Photographe de plateau : Raymond Voinquel
- Directeur administratif : Grégoire Geftman
- Tournage : à Port-en-Bessin, Cherbourg, dans les studios « Franstudio » de Saint-Maurice
- Procédé : R.C.A Photophone - Laboratoire G.T.C de Joinville
- Pellicule : 35mm, noir et blanc
- Chef de production : Sacha Gordine
- Directeur de production : Ludmilla Goulian
- Distribution : Corona
- Pays :  France
- Genre : Comédie dramatique
- Durée : 88 minutes
- Sortie : 
  - France - 18 février 1950 à Paris, 25 février 1950 (Source Musée Jean Gabin à Mériel)
- Mention CNC : tous publics[2], Art et essai (visa d'exploitation no 9274 délivré le 14 mars 1950)

## Distribution
- Jean Gabin : Henri Châtelard, homme d'affaires
- Nicole Courcel : Marie Le Flem, la sœur d'Odile
- Blanchette Brunoy : Odile Le Flem, maîtresse d'Henri
- Julien Carette : Thomas Viau, ancien pêcheur
- Claude Romain : Marcel Viau, le fils de Thomas
- Louis Seigner : Jules, l'oncle de Marie et Odile
- Olivier Hussenot : le 2e oncle de Marie et Odile
- Germaine Michel : La tante de Marie et Odile, femme de Jules
- Marie-Louise Godard : La 2e tante de Marie et Odile
- René Blancard : Dorchain, le capitaine du chalutier
- Robert Vattier : le client mécontent à la brasserie
- Odette Laure : Françoise, la jeune femme accompagnant le client mécontent
- Jane Marken : Mme Josselin, la patronne du café de Port-en-Bessin
- Georges Vitray : M. Josselin, le patron du café de Port-en-Bessin
- Gabrielle Fontan : une commère
- Jacky Blanchot : le quartier-Maître
- Georges Galley : Le 1er marin
- Joël Hamond : le 2d marin
- Jean Clarieux : un ouvrier sur le chalutier
- Charles Mahieu : le coiffeur
- Martial Rebe : Le commissaire priseur
- Émile Drain : Le médecin
- Louise Fouquet : La prostituée dans la brasserie
- Jeanne Véniat : Mme Blanc
- Yvonne Yma : la voisine
- Henri Niel : Le joueur de belote à la brasserie
- Marcel Rouze : un consommateur qui joue à la belote
- Camille Guérini : le vendeur
- Christian Fourcade : Hubert, le fils aîné Le Flem
- Jean-François Bailly : Joseph, le fils cadet Le Flem
- René Hell : Un consommateur
- Jean Bertho : L'enchérisseur fantaisiste à la vente du chalutier
- Robert Fretel : un serveur de la brasserie
- Maurice Derville : un serveur de la brasserie
- Roland Lesaffre : "scène coupée au montage"
- Roger Vieuille
- Paul Violette

## Autour du film
- C'est Anouk Aimée qui au départ devait interpréter le rôle joué par Nicole Courcel[3].
- Malgré l'absence au générique de Jacques Prévert, qui ne travaillera plus avec Carné, on croit reconnaître sa patte sur quelques scènes (les scènes entre Marie et son amoureux triste de garçon-coiffeur, jaloux de Châtelard). Cela est dû au fait que, à la suite d'un accident, Prévert était alors en longue convalescence et percevait une pension d'invalidité conditionnée au fait qu'il ne pouvait pas travailler. Être crédité aurait été problématique, c'est donc son ami, poète et codialoguiste Georges Ribemont-Dessaignes seul qui apparaît au générique[4].
- Le cinéma attenant à la brasserie projette pendant le film : L'Idiot, film français de 1946 de Georges Lampin, dont on peut voir l'affiche et entendre quelques répliques, puis Tabou, film de F. W. Murnau sorti en 1931 dont on peut voir quelques extraits.
- La brasserie et le cinéma de Cherbourg dont Châtelard est le propriétaire sont figurés par le Café du Grand balcon et le cinéma Le Central, situés à proximité du Pont-Tournant.
- On voit dans le film Gabin conduire une voiture dont le volant est situé à droite. Il ne s'agit pas d'une anomalie, il s'agit d'une Hotchkiss 686 de 1936, modèle qui était, comme de nombreuses voitures haut de gamme de l'époque, conçu avec le volant à droite.
- Il semble que ce soit le seul film de Joël Hamond.
- Le film a été réédité en DVD en 2008 par René Chateau.

## Réception
La Marie du port connaît un succès dans les salles, puisque le film reste en tête des exclusivités parisiennes durant deux semaines avec plus de 100 000 entrées cumulées. À Paris, le film connaît un véritable engouement puisqu'il totalise près de 600 000 spectateurs. Sur le territoire français, La Marie du Port finit sa carrière dans les salles avec 2,6 millions d'entrées.